# Antonio Devoto
Antonio Devoto (Lavagna, 12 de marzo de 1833-Buenos Aires, 30 de julio de 1916) fue un empresario, banquero, filántropo y político italiano que emigró hacia Argentina en donde desarrolló su actividad y en la que sobresalió como presidente del Banco Inmobiliario, al adquirir, en 1889, las tierras en donde planificó un nuevo pueblo, que es el actual barrio de Villa Devoto, ubicado en la ciudad de Buenos Aires.

## Primeros años
Antonio Devoto arribó a la Argentina como inmigrante a los 17 años en 1850, instalando un almacén en la céntrica calle Cangallo junto con sus hermanos Cayetano (1828-?), Bartolomé (1835-1920) y Tomás (1843-1919) situada en el centro de Buenos Aires para luego trasladarse a la calle Reconquista donde además fijó su residencia. Progresó rápidamente, lo que le permitió expandirse.

## Empresario
Devoto resultó ser un exitoso comerciante que con talento y sentido de la oportunidad forjó una importante fortuna, siendo a su vez un verdadero emprendedor en el progreso de Argentina, sin dejar de amar y ayudar a su tierra natal.
El 16 de agosto de 1888, los cuatro hermanos Devoto solicitan al gobierno la construcción de un mercado de abasto en sus terrenos de Balvanera, tierras que hoy ocupa el Abasto Shopping. La solicitud fue aceptada por la intendencia de Buenos Aires el 29 de noviembre.
A fines de ese mismo año, el 30 de noviembre, se aprueba en el gobierno la creación de la Compañía General de Fósforos por parte de Antonio Devoto, tras haber adquirido las tres fábricas de fósforos existentes en el país por entonces. 
Fue presidente y miembro fundador del Banco Inmobiliario, entidad que adquirió en 1889 las tierras de lo que hoy en día es el barrio de Villa Devoto, en Buenos Aires. 
En 1905, Antonio Devoto adquirió 356 mil hectáreas de campo a la compañía inglesa South American Land Company, comenzando así un proyecto agrícola y ganadero de gran envergadura a través de la Sociedad Anónima Estancias Trenel. Más tarde en el mismo año financió la construcción de un asilo para huérfanos de origen italiano en el barrio, el cual desgraciadamente fue destruido en un incendio en 1922. 
En 1913, Devoto y su segunda esposa Elina Pombo, compraron una manzana en el nuevo barrio, con frente sobre la Avenida Nacional, hoy Salvador María del Carril, con la finalidad de construir allí un palacio, destinado a ser su vivienda familiar. El Palacio Devoto era un excepcional edificio que tenía una superficie de 10.238 m² y que fue proyectado por el afamado arquitecto Juan Antonio Buschiazzo. Los Devoto nunca pudieron verlo concluido y tampoco lo habitaron debido a que ambos fallecieron durante el transcurso de la década siguiente. Antonio murió en 1916 y su esposa en 1923 cual crearon la escuela

## Político
Antonio Devoto fue un destacado miembro de la Generación del Ochenta y estuvo vinculado a las élites de su época. A su cuantiosa fortuna personal fundamentada en sus actividad comercial, estanciera y empresaria le sumó su apoyo a los políticos que accedieron a la presidencia del país a partir de aquellos años.
En 1880, a raíz de las polémicas sobre la cuestión de la Capital Federal, que finalizaron con la Federalización de Buenos Aires, integró la Comisión Municipal creada por decreto presidencial junto a otros renombrados vecinos porteños como Eustoquio Díaz Vélez (hijo), José María Bosch y Torcuato de Alvear, quien presidió el cuerpo.

## Filántropo y vínculo con la comunidad italiana
Devoto también se dedicó a la labor filantrópica, como promotor del Hospital Italiano (del cual presidió la comisión directiva). En 1904 colocó la piedra fundamental del "Asilo Umberto Primo" en Villa Devoto contando con el padrinazgo del príncipe italiano Luis Amadeo de Saboya, I duque de los Abruzos, y con la presencia del general Julio Argentino Roca, presidente de la Nación y a quienes estaba unido por las ideas del progreso, administración y orden. Este asilo, destinado a los huérfanos de origen italiano, comenzó a funcionar en 1909 y debió haber sido mantenido por la Sociedad de Beneficencia del Hospital Italiano, pero fue mantenido por Antonio Devoto hasta su fallecimiento, obra que continuó su segunda esposa, doña Elina Pombo hasta 1923, cuando murió. Los sucesores donaron el asilo al Patronato de la Infancia en 1934.
Antonio colaboró intensamente en obras y recaudación de fondos en apoyo al gobierno italiano fundando el 25 de mayo de 1915 del "Comitato di Guerra Italiano" que asistió a los voluntarios italianos que viajaban a Italia para colaborar con su tierra de origen durante la Primera Guerra Mundial, además de obtener donaciones para el gobierno italiano y resguardar a viudas o huérfanos fruto de la guerra. 
Fue a su vez un importante aportante en la construcción de la basílica menor San Antonio de Padua, ubicada en el actual barrio de Villa Devoto. Esta acción caritativa fue continuada por su segunda esposa hasta 1923 y luego por los hermanos de esta hasta su inauguración definitiva en 1928.

## Vida personal

### Sus esposas
Alrededor de 1870, Antonio contrajo primeras nupcias con doña Rosa Viale (1837-1896), sobrina de Luis Viale, promotor de la fundación del Banco de Italia y Río de la Plata. Su relación con los Viale le permitió, debido al prematuro fallecimiento de Luis, acceder a la presidencia del Banco hasta el fallecimiento de don Antonio, en 1916. 
En 1907 contrajo matrimonio con doña Elina Pombo (1857-1923), quien le acompañó hasta el día de su muerte.
Antonio no tuvo hijos con ninguna de sus dos esposas, por lo que su legado lo continuaron sus sobrinos y los hermanos de su segunda esposa.

### Sus hermanos y sus sobrinos
Antonio estuvo fuertemente arraigado a sus cuatro hermanos en gran parte de su carrera como empresario.
- Cayetano (19 de abril de 1828-después de 1892). Se casó con Filomena Sanguinetti (1837-1892), con quien tuvo tres hijos y una hija.
- Esteban (alrededor de 1830-después de 1877). Se casó con Susana Moreno (n. 1877), se desconoce si tuvieron hijos.
- Bartolomé (1 de septiembre de 1835-2 de enero de 1920). Se casó en 1869 con Virginia Arrotea (1849-1877) enviudando ocho años después. Se casó con Juana María González (n. 1874) y tuvieron cuatro hijas y un hijo.
- Tomás (1843-1919). Se casó con Rosaura Pereira (n. 1855), tuvieron un hijo. Luego se casó en 1890 con Enriqueta Guillon (1853-1914) y tuvieron dos hijas.

## Títulos

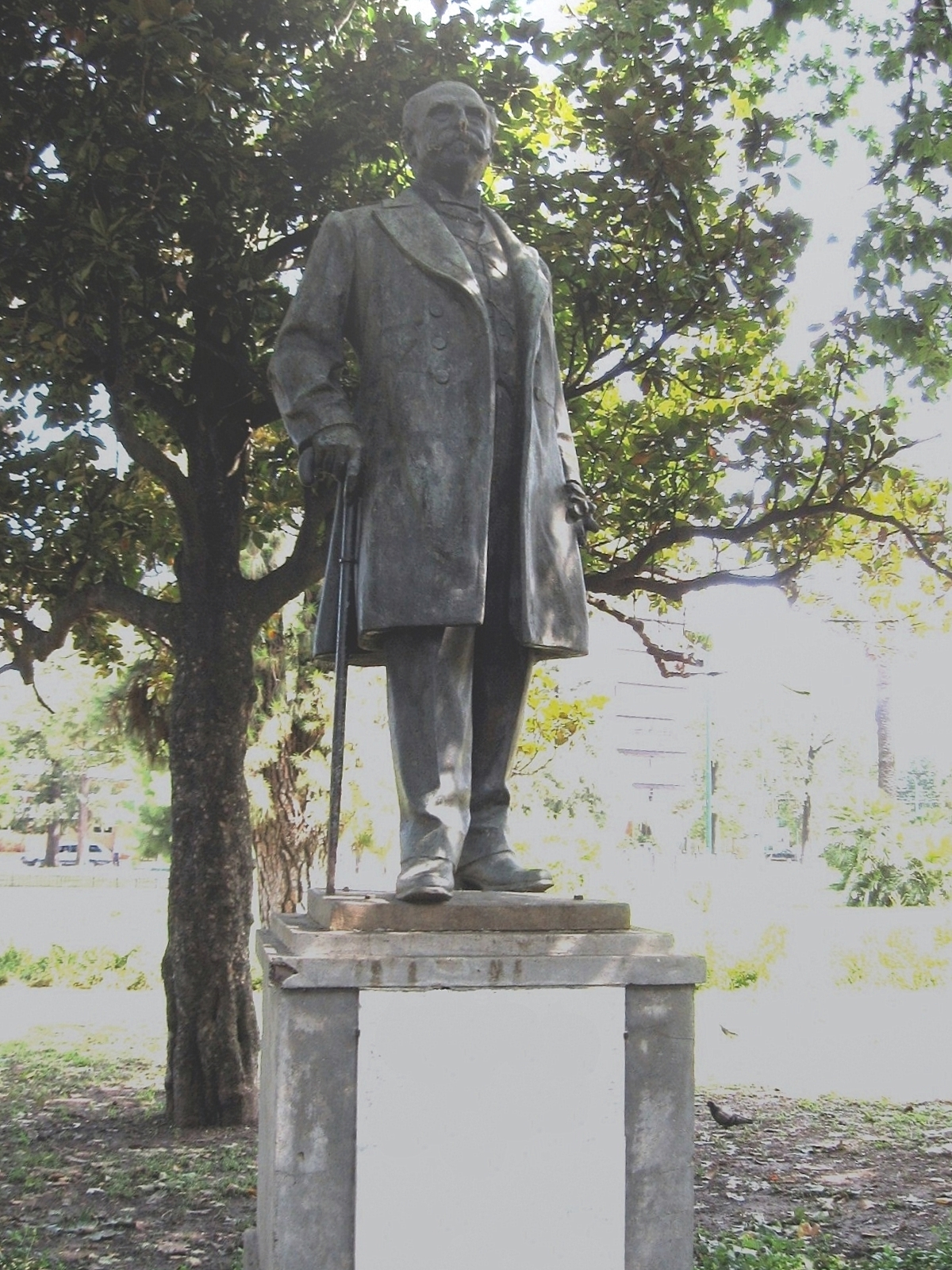
Estatua de Antonio Devoto, en la Plaza Arenales.

Devoto ostentaba los siguientes títulos: 
- Caballero de la Orden de la Corona de Italia.
- Caballero de la Orden de San Mauricio y Lázaro.
- Comendador de la Corona de Italia.
- Caballero de la Orden del Mérito del Trabajo.
- Gran Oficial de la Corona de Italia.[1]

El rey de Italia Víctor Manuel III, lo condecoró con el título de conde el 23 de enero de 1916, solo unos meses antes de su fallecimiento.
Sus restos descansan en la cripta de la Basílica menor de San Antonio de Padua, junto a los de su primera esposa, Rosa Viale, y la segunda, Elina Pombo.
A partir de 1988, el Rotary Club de Villa Devoto comenzó a entregar el premio "Antonio Devoto", a las personalidades que viven en el barrio, destacadas en las ciencias, las artes o el servicio a la comunidad.